# Vrsta 8472
Vrsta 8472 je izmišljena rasa vanzemaljaca u znanstveno-fantastičnoj seriji Zvjezdane staze: Voyager. Nastanjuju ekstradimenzionalno carstvo nazvano fluidni svemir. Borgovska oznaka je Vrsta 8427, a Hirogenci ih nazivaju Fluidijanci.

## Anatomija

### Stanična svojstva
Vrsta 8472 ima gustu gensku strukturu, gdje svaka stanica sadrži oko sto puta više genskog materijala od ljudske stanice, zbog t.zv. trostruko zavinute strukture DNK. Na staničnoj razini, tjelesne stanice Vrste 8472 mogu postati iznimno zarazne unutar krvotoka neke druge vrste, te se počinju eksponencijalno množiti. Kada jedinka vrste napadne žrtvu kandžama, neke stanice jedinke ostanu unutar žrtve, i počinju se naglo množiti, te konzumiraju žrtvu iznutra dok je živa i svjesna. Stanice imaju napredne imunološke reakcije, te odbacuju sve strano što uđe u njih. To ih čini iznimno otpornima, pa je njihove žrtve gotovo nemoguće vratiti na stanje prije napada. Ista tehnika im omogućava otpornost na Borgovsku asimilaciju.
Vrsta 8472 je telepatska i u epizodama Star Trek: Voyagera šalju Kes i Tuvoku telepatske poruke.

### Fiziologija
Imaju jedinstvenu anatomiju: posjeduju tri petozglobna, parnoprsta kopita (tri kopita s parnim brojem prstiju, svako kopito ima pet zglobova). Imaju križne zjenice i komuniciraju isključivo telepatski. Imaju visoka, uska, koštana tijela s malo mekog tkiva, a ekstremiteti su im povezani s trupom vijugavim vlasima mišića. Izvana imaju koštane grebene na prsima i neproporcionalno velike glave. Imaju do pet spolova, od kojih svaki zauzima različito područje fluidnog svemira. Mogu preživjeti u 'normalnom' svemiru, bez potrebe za kisikom, atmosferom ili tekućinom koja gradi njihovo carstvo. Jedinke Vrste 8472 odašilju biogeno polje oko svojih tijela, koje ometa transportere i čini ih djelomično nevidljivima senzorima. Jedni su od vrsta koje su najviše evoluirale u multiverzumu Zvjezdanih staza, no, za razliku od Borga, koji se oslanja na tehnologiju, Vrsta 8472 je postala dominantna zbog biološke superiornosti, koja je spriječila i Borg da ih asimilira.